# Comté de Cowlitz
Le comté de Cowlitz (anglais: Cowlitz County) est un comté de l'État américain de Washington. Son siège est Kelso. Selon le recensement de 2010, sa population est de 102 410 habitants.

## Géolocalisation
|                            | Comté de Lewis   |                   |
| Comté de Wahkiakum         | Comté de Cowlitz | Comté de Skamania |
| Comté de Columbia (Oregon) | Comté de Clark   |                   |